# John Magaro
John Robert Magaro (Akron, 16 febbraio 1983) è un attore statunitense.

## Biografia
Nato a Akron, Ohio, figlio di Wendy Cooley e James Magaro, entrambi insegnanti. Ha origini italiane da parte di padre ed ebreo ashkenazita da parte di madre. I suoi bisnonni paterni, Raineri Boario, Angela Garaffi, Pasquale e Giuseppina Magaro erano italiani immigrati negli Stati Uniti. È cresciuto nel sobborgo di Munroe Falls, dove ha frequentato la Stow-Munroe Falls City School District. In quel periodo ha iniziato a recitare in vari teatri locali. Dopo il diploma alla Stow-Munroe Falls City School District, ha continuato a studiare teatro presso la Point Park University di Pittsburgh.
Inizia la sua carriera prendendo parte a vari spot pubblicitari e cortometraggi. Ottiene il suo primo ruolo cinematografico nel film Il buio nell'anima con Jodie Foster. Recita al fianco di Kevin Bacon nel film TV della HBO Taking Chance - Il ritorno di un eroe, mentre nel 2010 è tra i protagonisti di My Soul to Take - Il cacciatore di anime di Wes Craven.
Nel 2012 è protagonista del film Not Fade Away, debutto alla regia cinematografica di David Chase regista e produttore de I Soprano, dove interpreta il cantante di rock band in cerca di successo. Per la sua interpretazione, Magaro vince un premio agli Hollywood Film Awards. Nel 2014 ottiene un ruolo nel film di Angelina Jolie Unbroken, l'anno seguente recita nel film di Todd Haynes Carol. Sempre nel 2015 partecipa a tre episodi della terza stagione di Orange Is the New Black, nel ruolo di Vince Muccio.

## Filmografia

### Cinema
- Il buio nell'anima (The Brave One), regia di Neil Jordan (2007)
- Davanti agli occhi (The Life Before Her Eyes), regia di Vadim Perelman (2007)
- The Assassination - Al centro del complotto (Assassination of a High School President), regia di Brett Simon (2008)
- We Pedal Uphill, regia di Roland Tec (2008)
- The Box, regia di Richard Kelly (2009)
- My Soul to Take - Il cacciatore di anime (My Soul to Take), regia di Wes Craven (2010)
- Down the Shore, regia di Harold Guskin (2011)
- Liberal Arts, regia di Josh Radnor (2012)
- Not Fade Away, regia di David Chase (2012)
- Deep Powder, regia di Mo Ogrodnik (2013)
- Captain Phillips - Attacco in mare aperto (Captain Phillips), regia di Paul Greengrass (2013)
- Unbroken, regia di Angelina Jolie (2014)
- Don't Worry Baby, regia di Julian Branciforte (2015)
- Carol, regia di Todd Haynes (2015)
- La grande scommessa (The Big Short), regia di Adam McKay (2015)
- L'ultima tempesta (The Finest Hours), regia di Craig Gillespie (2016)
- War Machine, regia di David Michôd (2017)
- Marcia per la libertà (Marshall), regia di Reginald Hudlin (2017)
- Overlord, regia di Julius Avery (2018)
- First Cow, regia di Kelly Reichardt (2019)
- Sylvie's Love, regia di Eugene Ashe (2020)
- I molti santi del New Jersey (The Many Saints of Newark), regia di Alan Taylor (2021)
- Lansky, regia di Eytan Rockaway (2021)
- Showing Up, regia di Kelly Reichardt (2022)
- Call Jane, regia di Phyllis Nagy (2022)
- George Foreman - Cuore da leone (Big George Foreman), regia di George Tillman Jr. (2023)
- Past Lives, regia di Celine Song (2023)
- Il giorno dell'incontro (Day of the Fight), regia di Jack Huston (2023)
- September 5 - La diretta che cambiò la storia (September 5), regia di Tim Mielants (2024)
- The Mastermind, regia di Kelly Reichardt (2025)

### Televisione
- Conviction – serie TV, 1 episodio (2006)
- Law & Order - I due volti della giustizia – serie TV, 1 episodio (2007)
- Taking Chance - Il ritorno di un eroe (Taking Chance) – film TV, regia di Ross Katz (2009)
- Body of Proof – serie TV, 1 episodio (2011)
- Person of Interest – serie TV, 1 episodio (2012)
- Law & Order - Unità vittime speciali – serie TV, 2 episodi (2010-2015)
- The Good Wife – serie TV, 3 episodi (2015-2016)
- Angie Tribeca – serie TV, 1 episodio (2016)
- Crisis in Six Scenes – serie TV, 5 episodi (2016)
- Jack Ryan – serie TV, 3 episodi (2018)
- The Umbrella Academy – serie TV, 9 episodi (2019)
- Orange Is the New Black – serie TV, 11 episodi (2015-2019)
- The Agency – serie TV (2024)

## Doppiatori italiani
Nelle versioni in italiano delle opere in cui ha recitato, John Magaro è stato doppiato da:
- Federico Viola in La grande scommessa, L'ultima tempesta, War Machine, Jack Ryan, The Umbrella Academy, Lansky
- Simone Crisari in Taking Chance - Il ritorno di un eroe, Orange Is the New Black, I molti santi del New Jersey
- Davide Perino in The Good Wife, Super Pumped, George Foreman - Cuore da leone[4]
- Stefano Crescentini in Crisis in Six Scenes, Past Lives
- Manuel Meli in Person of Interest
- Gabriele Patriarca in Overlord
- Flavio Aquilone ne Il giorno dell'incontro
- Alessandro Quarta in The Agency
- Gianluca Cortesi in September 5 - La diretta che cambiò la storia